# なるほど!ハイスクール
『なるほど!ハイスクール』は、日本テレビ系列で2011年4月21日から2012年3月8日まで木曜日19:00 - 19:56（『1900』木曜枠）に放送されたバラエティ番組。
番組連動データ放送を実施していた。
2010年5月30日・10月9日に特別番組として放送され、好評だったことからレギュラー化が決まった。キャッチコピーは「クラスメイト募集!」。番組キャラクターは「ナルちゃん」。
2011年10月13日までは『フィールドワークバラエティ なるほど!ハイスクール』という番組名で、2011年10月20日からは『ガチ?ガセ?バラエティー なるほどHS（エイチエス）』という番組名で放送されていた。

## 概要
学校では教えてくれない「ちょっと気になる世の中の裏側の使える情報」をAKB48が体を張ってリポートする。
当時間帯に女性アイドルグループがメインのレギュラーバラエティ番組が放送されるのは、2001年4月 - 2002年3月に放送されたモーニング娘。出演の『モー。たいへんでした』以来9年ぶりとなる。
データ通信対応受像機（テレビかチューナーかを問わない）で視聴すると、「出席スタンプ」を収集することができ、基準回数に達した場合は番組宛にメールで通知するとノベルティがもらえる規定がある。
2011年10月20日放送分より『ガチ?ガセ?バラエティー なるほどHS』にリニューアルし、セットもマイナーチェンジした。「世の中に溢れているウソを見抜く」をテーマに、クイズ番組の形式も取り入れつつ、様々な物事が「ガチ」なのか「ガセ」なのかを検証していく内容に変更された。同時に罰ゲームのコーナーも新設された。
2012年3月8日放送分を以て終了した。翌月4月20日、枠移動（金曜19時台）及び改題した「ガチガセ」が放送開始。
レギュラー放送終了後の2012年4月12日19:00 - 20:54と2012年9月20日19:00 - 20:54には関連特別番組『AKB48vsおネエ48vs芸能人親子48気になるアノ人達の裏側(秘)生態調査SP』が放送された。視聴率はそれぞれ13.5%、15.5%だった。
2013年1月3日18:30 - 20:54には『AKB48vs芸能人家族48vsおネエ48気になる裏側(秘)生態調査SP』が放送され、視聴率は第1部・第2部ともに8.4%だった。

## 出演者
生徒
- AKB48
- NMB48（主に山本彩・渡辺美優紀）

出演・レポーターのメンバーは上記の中から毎週数名が選抜される。氏名表記テロップではそのメンバーの愛称が一緒に表示される場合もある。題名のとおり、女子高校（の授業や自由研究）をイメージした舞台設定であるためスタジオ、ロケーションともに全員がブレザー・スカートの制服（左胸に校章をイメージしたワッペン、スタジオ収録パートの時はこれに出演者の名札も）を着用しているが、AKB48のメンバーとレギュラー化後から参加したNMB48のメンバーとでは制服が一部異なるほか、ロケーションパートでも異なる制服のバリエーションが存在する。
担任
- 田村淳（ロンドンブーツ1号2号）

副担任
- ピース（綾部祐二・又吉直樹）

理事長
- テリー伊藤

### 不定期出演者
給食のお兄さん
- 川越達也

体育の先生
- 蝶野正洋[注 2]

OG
- あき竹城（OG会長）
- 青木さやか
- 磯野貴理子
- いとうあさこ
- 岡本夏生
- 国生さゆり
- 奈美悦子
- はるな愛
- 冨士眞奈美
- 北斗晶
- 堀ちえみ
- 松本伊代

ほか

### 過去の出演者
校長
- 瀬戸内寂聴

担任
- 羽鳥慎一

副担任
- 若林正恭（オードリー）

## 放送日程
パイロット版
| 回 | 放送日時                                      | 科目     | 学習内容                                    | 調査員 | ゲスト                   | 視聴率 |
| -- | --------------------------------------------- | -------- | ------------------------------------------- | --- | ------------------------ | ------ |
| 1  | 2010年5月30日 16:25 - 17:25 （関東ローカル）  | 物理     | ケータイの電波は高度何メートルまで届くのか? | 大家・倉持・仲川・宮澤 |                          | 8.0%   |
| 1  | 2010年5月30日 16:25 - 17:25 （関東ローカル）  | 経済     | サイゼリヤはなぜあんなに安いのか?           | 指原・高城 |                          | 8.0%   |
| 1  | 2010年5月30日 16:25 - 17:25 （関東ローカル）  | 現代社会 | 眉毛で人の印象はどれくらい変わるのか!?      | 倉持・指原・米沢 | 武藤敬司・酒井敏也       | 8.0%   |
| 1  | 2010年5月30日 16:25 - 17:25 （関東ローカル）  | 家庭科   | ドラム缶でアイスクリームは作れるのか?       | 多田・片山・高城・峯岸 |                          | 8.0%   |
| 1  | 2010年5月30日 16:25 - 17:25 （関東ローカル）  | 道徳     | 瀬戸内寂聴校長の学校では教えてくれない名言  | 小嶋陽・高橋・前田敦 板野・大島・峯岸・渡辺麻                                                                                 | 瀬戸内寂聴               | 8.0%   |
| 2  | 2010年10月9日 22:00 - 23:24 （NNS29局ネット） | 物理     | ダンスでビルを揺らせるか?                   | 岩佐・指原・前田亜・大島・菊地 田名部・仁藤・野中・松井・宮澤 米沢・石田晴・奥・北原・小林香 小森・佐藤す・近野・増田・渡辺麻 | チェ・ホンマン           | 11.8%  |
| 2  | 2010年10月9日 22:00 - 23:24 （NNS29局ネット） | 現代社会 | 前髪で人はどれほど若返るか?                 | 倉持・小嶋陽・高橋・仁藤 峯岸・柏木・佐藤す                                                                                   | 石破茂・小沢仁志・まこと | 11.8%  |
| 2  | 2010年10月9日 22:00 - 23:24 （NNS29局ネット） | 化学     | 絶叫マシンでバターは作れるか?               | 高城・宮澤・柏木・北原 |                          | 11.8%  |
| 2  | 2010年10月9日 22:00 - 23:24 （NNS29局ネット） | 歴史     | ファッションの歴史                          | 小嶋陽・高橋・板野・宮澤・河西・渡辺麻                                                                                        |                          | 11.8%  |
| 2  | 2010年10月9日 22:00 - 23:24 （NNS29局ネット） | 家庭科   | ドラム缶で巨大プリンは作れるか?             | 指原・板野・峯岸・柏木・佐藤す                                                                                                |                          | 11.8%  |
| 2  | 2010年10月9日 22:00 - 23:24 （NNS29局ネット） | 道徳     | 瀬戸内寂聴校長の学校では教えてくれない名言  | スタジオ出演メンバー | 瀬戸内寂聴               | 11.8%  |

レギュラー放送(なるほど!ハイスクール)
| 回 | 放送日時                    | 科目                              | 学習内容                                                         | 調査員（ロケ参加）                        | ゲスト                 |
| -- | --------------------------- | --------------------------------- | ---------------------------------------------------------------- | ----------------------------------------- | ---------------------- |
| 1  | 2011年4月21日 19:00 - 20:54 | 現代社会                          | アヒル口はなぜカワイイと人気なのか?                              | 板野・河西・北原・島崎・島田・竹内        | ハリセンボン・アジアン |
| 1  | 2011年4月21日 19:00 - 20:54 | 科学                              | 街のアナウンスはなぜアノ声なのか?                                | 指原・前田敦・秋元 大島・宮崎・河西・北原 | 渡部陽一               |
| 1  | 2011年4月21日 19:00 - 20:54 | 休み時間                          | 風船                                                             | -                                         | 風船太郎（非常勤講師） |
| 1  | 2011年4月21日 19:00 - 20:54 | 歴史                              | 学生服の歴史                                                     | 竹内・仲俣                                | 蝶野正洋・矢沢心       |
| 1  | 2011年4月21日 19:00 - 20:54 | 脳科学                            | 最新脳科学 脳相診断                                              | 小嶋陽・高橋                              | 具志堅用高             |
| 1  | 2011年4月21日 19:00 - 20:54 | 動物行動学                        | ねこ鍋ができるならトラ鍋もできるのか?                            | 篠田・柏木                                |                        |
| 1  | 2011年4月21日 19:00 - 20:54 | 家庭科                            | おばあちゃんの古着をかわいくリメイクできるのか?                  | 前田敦・峯岸・横山                        | 浅香光代・浅香光司     |
| 2  | 4月28日                     | 家庭科                            | 最新食品技術ホンモノを見抜け                                     |                                           |                        |
| 2  | 4月28日                     | 国語                              | 慣用句の「顔から火が出る」は本当なのか?                          |                                           |                        |
| 2  | 4月28日                     | 休み時間                          | 誰でもできる驚きワザ缶をナナメに立たせる                         |                                           |                        |
| 2  | 4月28日                     | 歴史                              | 給食の歴史                                                       |                                           |                        |
| 3  | 5月5日                      | 現代社会                          | 街角社会科見学 ～通勤・通学途中に見かけるアレの値段！～          |                                           |                        |
| 3  | 5月5日                      | 家庭科                            | 冷蔵庫の余り物 リメイク料理                                      |                                           |                        |
| 3  | 5月5日                      | 現代社会                          | 今どきの子どもは最新機器を誰にも教えられずに使いこなすらしい！？ |                                           |                        |
| 3  | 5月5日                      | 現代社会                          | 街の声はなぜアノ声なのか？                                       |                                           |                        |
| 4  | 5月12日                     | 歴史                              | スター貴重映像でつづる 絶滅ヘアスタイル史                        |                                           |                        |
| 4  | 5月12日                     | 家庭科                            | 冷蔵庫の余り物 リメイク料理                                      |                                           |                        |
| 4  | 5月12日                     | ピースな時間                      | 誰でもカンタンにできる！トイレットペーパー折り紙                 |                                           |                        |
| 4  | 5月12日                     | 美術                              | なぜデコは大人気なのか？                                         |                                           |                        |
| 5  | 5月19日                     | 現代社会                          | 街角社会科見学～人気激せま店～                                   |                                           |                        |
| 5  | 5月19日                     | 経済                              | なぜ食べ放題のお店は儲かっているのか？                           |                                           |                        |
| 5  | 5月19日                     | 生物                              | うずらの卵を人の力でふ化させる事ができるのか？                   |                                           |                        |
| 6  | 5月26日                     | 現代社会                          | 街角社会科見学 ～買い物途中で気になるアノ表示～                  |                                           |                        |
| 6  | 5月26日                     | 歴史                              | 結婚式の歴史                                                     |                                           |                        |
| 6  | 5月26日                     | 化学                              | 超高性能マイクでいろんな音を聞いてみよう！！                     |                                           |                        |
| 6  | 5月26日                     | ピースな時間                      | 逆再生                                                           |                                           |                        |
| 7  | 6月9日                      | AKB48 選抜総選挙 武道館より生中継 | AKB48 選抜総選挙 武道館より生中継                                |                                           |                        |
| 7  | 6月9日                      | 歴史                              | スイーツの歴史                                                   |                                           |                        |
| 7  | 6月9日                      | 家庭科                            | 冷蔵庫の余り物リメイク料理                                       |                                           |                        |
| 7  | 6月9日                      | 心理学                            | 書いた文字から性格がわかってしまう筆跡診断                       |                                           |                        |
| 8  | 6月16日                     | 現代社会                          | 街角社会科見学 ～街中で見かける意外なカロリー～                  |                                           |                        |
| 8  | 6月16日                     | 家庭科                            | 冷蔵庫の余り物リメイク料理                                       |                                           |                        |
| 8  | 6月16日                     | お母さんのためのAKB48選抜総選挙   | 仲間でありながらライバル同士 命がけの戦い…涙の秘密               |                                           |                        |
| 9  | 6月23日                     | 現代社会                          | 街角社会科見学 ～街中にある色のヒミツ～                          |                                           |                        |
| 9  | 6月23日                     | 化学                              | 科学的にヤセてみえる服の色は？                                   |                                           |                        |
| 9  | 6月23日                     | 生物                              | シロイルカのバブルリングは人間でもできるのか？                   |                                           |                        |
| 9  | 6月23日                     | 歴史                              | 餃子の歴史                                                       |                                           |                        |
| 9  | 6月23日                     | ピースな時間                      | 空中に絵や文字を描く光アート                                     |                                           |                        |
| 10 | 7月7日 19:00 - 20:54        | 科学                              | 水の上に絵を描きたい                                             |                                           |                        |
| 10 | 7月7日 19:00 - 20:54        | 体育                              | 飛行機を引っ張りたい                                             |                                           |                        |
| 10 | 7月7日 19:00 - 20:54        | 家庭科                            | 冷蔵庫の余り物でフルコース料理を作りたい                         |                                           |                        |
| 10 | 7月7日 19:00 - 20:54        | -                                 | 空き瓶でメロディを奏でたい                                       |                                           |                        |
| 10 | 7月7日 19:00 - 20:54        | 物理                              | 巨大鉄球でニュートンのゆりかごがしたい                           |                                           |                        |
| 10 | 7月7日 19:00 - 20:54        | 天文学                            | 流れ星になりたい                                                 |                                           |                        |
| 11 | 7月14日                     | 歴史                              | 街角社会科見学 ～江戸の夏のすごし方～                            |                                           |                        |
| 11 | 7月14日                     | 家庭科                            | 食材使いきり料理 余りま7                                         |                                           |                        |
| 11 | 7月14日                     | ピースな時間                      | グループ縄跳び                                                   |                                           |                        |

| 回 | 放送日時               | 学習内容                                                | ゲスト                   |
| -- | ---------------------- | ------------------------------------------------------- | ------------------------ |
| 12 | 7月21日                | 泉ピン子の説教祭 AKBにダメ出し！                        | 泉ピン子                 |
| 12 | 7月21日                | 子役の歴史                                              |                          |
| 12 | 7月21日                | 川越イリュージョン 冷蔵庫の余り物リメイク               |                          |
| 13 | 7月28日                | 加藤清史郎くん体験入学                                  | 加藤清史郎               |
| 13 | 7月28日                | 勝負曲から性格がわかるカラオケ診断                      | 加藤清史郎               |
| 13 | 7月28日                | 焼肉の歴史                                              | 加藤清史郎               |
| 14 | 8月4日                 | 帝国ホテル24人の達人                                    |                          |
| 14 | 8月4日                 | 川越イリュージョン 冷蔵庫の余り物リメイク料理           |                          |
| 14 | 8月4日                 | なんじゃこりゃ写真を撮ってみたい                        |                          |
| 15 | 8月11日                | 徳光和夫の1人AKB総選挙                                  | 徳光和夫                 |
| 15 | 8月11日                | 徳光和夫の川柳講座                                      | 徳光和夫                 |
| 15 | 8月11日                | 2011夏 チョイ冷え作戦！                                 | 徳光和夫                 |
| 15 | 8月11日                | 川越イリュージョン 冷蔵庫の余り物リメイク料理           | 徳光和夫                 |
| 15 | 8月11日                | 煙突で巨大シャボン玉は作れるのか！？                    | 徳光和夫                 |
| 16 | 9月1日                 | 速水もこみちの1人AKB総選挙                              | 速水もこみち、尾木直樹   |
| 16 | 9月1日                 | 速水もこみちが伝授 夏バテ解消料理                       | 速水もこみち、尾木直樹   |
| 16 | 9月1日                 | 尾木ママ 特別授業「ホメる子育て」                       | 速水もこみち、尾木直樹   |
| 16 | 9月1日                 | ふりかけ総選挙                                          | 速水もこみち、尾木直樹   |
| 17 | 9月8日                 | 石ちゃんの1人AKB総選挙                                  | 石塚英彦（ホンジャマカ） |
| 17 | 9月8日                 | 家の冷凍庫を魔法のように活用する（秘）テクニック        | 石塚英彦（ホンジャマカ） |
| 17 | 9月8日                 | グルメリポートの王様！石ちゃんおすすめグルメ            | 石塚英彦（ホンジャマカ） |
| 17 | 9月8日                 | 川越イリュージョン 冷蔵庫の余り物リメイク料理           | 石塚英彦（ホンジャマカ） |
| 17 | 9月8日                 | ピースな時間 ケータイで楽しめる逆再生                   | 石塚英彦（ホンジャマカ） |
| 18 | 9月15日                | 運を良くなる方法 AKBじゃんけん大会直前SP                | 茂木健一郎、いとうあさこ |
| 18 | 9月15日                | 川越シェフVSAKB48 ガチンコ対決SP                        | 茂木健一郎、いとうあさこ |
| 18 | 9月15日                | おんぶで飛行機を引っ張れるのか？                        | 茂木健一郎、いとうあさこ |
| 18 | 9月15日                | 昭和歌謡 穴埋めクイズ                                   | 茂木健一郎、いとうあさこ |
| 19 | 9月22日                | AKB48 24thシングル選抜じゃんけん大会                    |                          |
| 19 | 9月22日                | IKKOの（秘）カバン 最新美容法を学ぶ！                   | IKKO                     |
| 19 | 9月22日                | 昭和歌謡 穴埋めクイズ                                   |                          |
| 20 | 10月13日 19:00 - 20:54 | AKB×元アイドル×おネエ!気になる業界の裏側150人生態調査SP |                          |
| 20 | 10月13日 19:00 - 20:54 | AKB48 SPECIAL LIVE 歴代アイドルヒットメドレー           |                          |

レギュラー放送(なるほどHS)
| 回      | 放送日時                    | 内容                                                      | ゲスト                                                                                           |
| ------- | --------------------------- | --------------------------------------------------------- | ------------------------------------------------------------------------------------------------ |
| 21 (1)  | 10月20日                    | ガチガセAKB！                                             | 藤あや子、坂本冬美                                                                               |
| 21 (1)  | 10月20日                    | 奇跡のボディメイカー                                      |                                                                                                  |
| 21 (1)  | 10月20日                    | ガチガセ衝撃映像                                          |                                                                                                  |
| 22 (2)  | 10月27日                    | ガチガセAKB！                                             | 貴乃花、中村玉緒                                                                                 |
| 22 (2)  | 10月27日                    | 人気文化人なるほどガチ検証                                | 武田双雲、さかなクン、テレンス・リー、ドン小西                                                   |
| 23 (3)  | 11月10日                    | ガチ街総選挙                                              | 有吉弘行、デヴィ・スカルノ                                                                       |
| 23 (3)  | 11月10日                    | 人気文化人なるほどガチ検証                                | 島田秀平、安めぐみ、金子哲雄                                                                     |
| 24 (4)  | 2012年1月19日 19:00 - 20:54 | AKB×芸能事情ツウ×おネエ 気になる業界の裏側144人生態調査SP |                                                                                                  |
| 25 (5)  | 1月26日                     | ガチガセAKB！                                             | 北斗晶、佐々木健介                                                                               |
| 25 (5)  | 1月26日                     | ガチガセ夫婦愛検証 ボビー親子の絆はホンモノか？           | ボビー・オロゴン、ジョイ・オロゴン                                                               |
| 26 (6)  | 2月2日                      | AKB48 vs Mr.マリックガチバトル                            | Mr.マリック                                                                                      |
| 26 (6)  | 2月2日                      | ガチ街100人インタビュー                                   | 久本雅美                                                                                         |
| 27 (7)  | 2月9日                      | ガチガセAKB特別編 ガチガセおネエ！                        | はるな愛、ドン小西、デヴィ・スカルノ、カルーセル麻紀、楽しんご、KABAちゃん、ミッツ・マングローブ |
| 27 (7)  | 2月9日                      | ライブ「GIVE ME FIVE!」                                   |                                                                                                  |
| 28 (8)  | 2月23日                     | ガチバカ総選挙                                            |                                                                                                  |
| 28 (8)  | 2月23日                     | ガチガセボイス                                            | 磯野貴理子                                                                                       |
| 28 (8)  | 2月23日                     | 検証 和田アキ子伝説 AKBガチインタビュー                   | 和田アキ子                                                                                       |
| 29 (9)  | 3月1日                      | ガチガセクイズ対決！                                      | テリー伊藤、アンガールズ、具志堅用高、亀田大毅、亀田興毅、2700、COWCOW、Hi-Hi、X-GUN             |
| 30 (10) | 3月8日                      | ガチガセクイズ対決！                                      | テリー伊藤、JOY、鈴木奈々、我が家、テツandトモ、AMEMIYA                                          |

## ネット局
| 放送対象地域   | 放送局                    | 系列                           | 放送曜日・時間    | 放送日遅れ |
| -------------- | ------------------------- | ------------------------------ | ----------------- | ---------- |
| 関東広域圏     | 日本テレビ（NTV） 制作局  | 日本テレビ系列                 | 木曜19:00 - 19:56 | 同時ネット |
| 北海道         | 札幌テレビ（STV）         | 日本テレビ系列                 | 木曜19:00 - 19:56 | 同時ネット |
| 青森県         | 青森放送（RAB）           | 日本テレビ系列                 | 木曜19:00 - 19:56 | 同時ネット |
| 岩手県         | テレビ岩手（TVI）         | 日本テレビ系列                 | 木曜19:00 - 19:56 | 同時ネット |
| 宮城県         | ミヤギテレビ（MMT）       | 日本テレビ系列                 | 木曜19:00 - 19:56 | 同時ネット |
| 秋田県         | 秋田放送（ABS）           | 日本テレビ系列                 | 木曜19:00 - 19:56 | 同時ネット |
| 山形県         | 山形放送（YBC）           | 日本テレビ系列                 | 木曜19:00 - 19:56 | 同時ネット |
| 福島県         | 福島中央テレビ（FCT）     | 日本テレビ系列                 | 木曜19:00 - 19:56 | 同時ネット |
| 山梨県         | 山梨放送（YBS）           | 日本テレビ系列                 | 木曜19:00 - 19:56 | 同時ネット |
| 新潟県         | テレビ新潟（TeNY）        | 日本テレビ系列                 | 木曜19:00 - 19:56 | 同時ネット |
| 長野県         | テレビ信州（TSB）         | 日本テレビ系列                 | 木曜19:00 - 19:56 | 同時ネット |
| 静岡県         | 静岡第一テレビ（SDT）     | 日本テレビ系列                 | 木曜19:00 - 19:56 | 同時ネット |
| 富山県         | 北日本放送（KNB）         | 日本テレビ系列                 | 木曜19:00 - 19:56 | 同時ネット |
| 石川県         | テレビ金沢（KTK）         | 日本テレビ系列                 | 木曜19:00 - 19:56 | 同時ネット |
| 福井県         | 福井放送（FBC）           | 日本テレビ系列／テレビ朝日系列 | 木曜19:00 - 19:56 | 同時ネット |
| 中京広域圏     | 中京テレビ（CTV）         | 日本テレビ系列                 | 木曜19:00 - 19:56 | 同時ネット |
| 近畿広域圏     | 読売テレビ（ytv）         | 日本テレビ系列                 | 木曜19:00 - 19:56 | 同時ネット |
| 鳥取県・島根県 | 日本海テレビ（NKT）       | 日本テレビ系列                 | 木曜19:00 - 19:56 | 同時ネット |
| 広島県         | 広島テレビ（HTV）         | 日本テレビ系列                 | 木曜19:00 - 19:56 | 同時ネット |
| 山口県         | 山口放送（KRY）           | 日本テレビ系列                 | 木曜19:00 - 19:56 | 同時ネット |
| 徳島県         | 四国放送（JRT）           | 日本テレビ系列                 | 木曜19:00 - 19:56 | 同時ネット |
| 香川県・岡山県 | 西日本放送（RNC）         | 日本テレビ系列                 | 木曜19:00 - 19:56 | 同時ネット |
| 愛媛県         | 南海放送（RNB）           | 日本テレビ系列                 | 木曜19:00 - 19:56 | 同時ネット |
| 高知県         | 高知放送（RKC）           | 日本テレビ系列                 | 木曜19:00 - 19:56 | 同時ネット |
| 福岡県         | 福岡放送（FBS）           | 日本テレビ系列                 | 木曜19:00 - 19:56 | 同時ネット |
| 長崎県         | 長崎国際テレビ（NIB）     | 日本テレビ系列                 | 木曜19:00 - 19:56 | 同時ネット |
| 熊本県         | くまもと県民テレビ（KKT） | 日本テレビ系列                 | 木曜19:00 - 19:56 | 同時ネット |
| 鹿児島県       | 鹿児島読売テレビ（KYT）   | 日本テレビ系列                 | 木曜19:00 - 19:56 | 同時ネット |
| 大分県         | テレビ大分（TOS）         | 日本テレビ系列／フジテレビ系列 | 火曜16:53 - 17:53 | 12日遅れ   |

## 主題歌
オープニングテーマ（レギュラー放送）
- 「ヘビーローテーション」（AKB48、You, Be Cool!）

エンディングテーマ（パイロット版）
- 「ポニーテールとシュシュ」（第1回、AKB48、You, Be Cool!）
- 「Beginner」（第2回、AKB48、You, Be Cool!）

## スタッフ
- 企画協力：秋元康
- ナレーション：立木文彦（2011年10月20日放送分より）
- 構成：桜井慎一、そーたに、すずきB、美濃部達宏、ヒロハラノブヒコ、木南広明
- TM：古川誠一
- SW：村松明、米田博之（週替り担当）
- CAM：津野祐一、日向野崇、中村佳央（週替り担当）
- MIX：小境健太郎、小原正広（週替り担当）
- AUD：吉田航、辻直哉、櫻田勝博、中野裕介、林英毅（週替り担当）
- VE：三山隆浩
- VTR：佐久間治雄、石山実（週替り担当）
- LD：名取孝昌、小川勉、下平好実（週替り担当）
- モニター：大江房夫（ジャパンテレビ）
- 音響効果：高田智彰（BABY SOUND LUCK）
- 音効：平澤亜希（佳夢音）
- 編集：杉本啓二、山野井太郎（読売映像）（週替り担当）
- MA：飯塚雄一、梶山恭一（読売映像）（週替り担当）
- 美術プロデューサー：大川明子、佐藤千穂（週替り担当）
- デザイン：道勧英樹（日テレアート）
- 大道具：溝口博志、鈴木悠輔（週替り担当）
- 持道具：福井沙羅、高橋由美、辻睦美（週替り担当）
- 電飾：二階堂哲也、政岡悠一郎（週替り担当）
- 衣装：中島宏人、川端身永子
- メイク・結髪：奥松かつら
- 美術協力：日テレアート
- リサーチ：ビスポ、フリード
- CG：teevee graphics,inc、キャニットG、森三平
- 技術協力：NiTRo、J-crew、ボックス、Zeta、ゼータ
- 企画協力：窪田康志（AKS）、佐野裕一（田辺音楽出版）
- 編成：稲垣眞一
- 広報：満松隆一郎
- 営業：佐藤俊之
- TK：田中彩、桜井えみこ（週替り担当）
- デスク：田口美和子、富重裕子
- FD：田中真之（以前はディレクター）
- AD：齋藤聡、松嵜由衣、青木拓哉、木村将士、稲葉哲則、入江将也、大畑沙織、内藤晃央、日下潤、梅澤将、沖浦雅俊（週替り担当）
- 制作進行：森美紀子
- AP：内藤梨恵子（Ecompany）、吉川美由紀、朝倉康晴（えすと）、深谷圭二、本郷達也、城美幸（週替り担当）
- ディレクター：岡田直也、竹山耕太郎、村井伸一（アルファ・グリッド）、水島紳一郎（THE WORKS）、東海林大介（えすと）、鳥越一夫、山本雅一、干場備前、安池薫、松谷夢々、中広周平、小平春菜、藤原耕治、小岩井佑樹、常盤俊郎、岩波純、宇野慎也、深坂崇夫、藤井良記、田澤実（えすと）、南大輔（週替り担当）
- チーフディレクター：中原芳、吉田雅司、小田玲奈、小林淳一、菊池洋輔、川本良樹、森伸太郎（森→以前はディレクター）（週替り担当）
- 演出：徳永清孝、相田貴史
- プロデューサー：毛利忍、瀬戸口正克、永井英樹、阿河朋子（えすと）、柴田雅美、白石綾子
- チーフプロデューサー：面高直子
- 制作協力：えすと、THE WORKS
- 制作：AX-ON
- 製作著作：日本テレビ

### 過去のスタッフ
- ナレーション：金沢寿一、森富美（日本テレビアナウンサー）、垂木勉
- CAM：渡辺滋雄
- AUD：大田黒健至、宮内貞
- VE：天内理絵、塩原和益
- LD：小笠原雅登、菅谷典彦
- VTR：土屋隆
- 音効：吉田比呂樹（M-TANK）
- MA：村上敏之
- 美術プロデューサー：小宮菜々子
- デザイン：本田恵子
- 大道具：岩瀬充幸
- 小道具：吉田浩
- 操作：中里昭博
- 衣装：村上紘美
- メイク・結髪：小室あい、会川敦子
- バーチャルセット：神崎正斗、中村佳子
- リサーチ：野村直子（ビスポ）、木崎綾子、今井紳介
- CG：菅野嘉則（幻生社）、ゼロ・ディメンション
- 編成：吉田絵、土谷幸弘
- 編成企画：鯉渕友康
- 広報：斉藤由美
- 営業：阿部寿徳
- AD：嵐修三郎、田中奈緒、藤井良紀、藤井隆介、大口尚之、澤出李代子、佐々木美歩、兒井未祐
- AP：木村優子（えすと）、久保田博哉、小島恵子
- ディレクター：森栄一郎（オンリー・ワン）、真木健一郎、古賀光輝、春山正宏
- チーフディレクター：小俣猛
- 演出：倉田忠明
- プロデューサー：村上早苗（Ecompany）、天笠ひろ美（THE WORKS）
- チーフプロデューサー：安岡喜郎

## 備考
- 2011年11月10日から2012年1月19日の間は、スポーツ中継や特番などの影響で、放送がなかった。
- 初回視聴率は8.1%、最高視聴率は2012年1月19日放送分の『なるハイ!AKB×芸能事情ツウ×おネエ気になる業界の裏側144人生態調査SP』で13.8%。
- 2011年6月9日の放送では、『AKB48 22ndシングル選抜総選挙』の開票イベントの様子を番組内で数回日本武道館から生中継した。番組からはテリー伊藤とあき竹城が出演し、放送時間内に発表された順位の速報は、選挙特別番組を模したテロップで画面内に随時表示した。放送時間内では9位の指原莉乃まで発表されたが、以降の順位は後番組『ぐるぐるナインティナイン』の終盤に発表された。また、同年6月16日放送分では結果発表の舞台裏を放送した。[注 3]
- 2011年8月4日放送分で帝国ホテル東京の裏側を見学した際、出演者が髪を束ねずに厨房を見学。ビジュアル面を優先し衛生面を欠いたことに対して帝国ホテル側に苦情が数件届き、帝国ホテルは謝罪した[1]。